# Koppartälten

Koppartälten är tre byggnader i Hagaparken i Solna kommun. Koppartälten bildar den nordvästliga avslutningen av pelousen, den stora, lätt sluttande gräsmatta som sträcker sig ner till Brunnsviken. Koppartälten förklarades 1935 som statliga byggnadsminnen.

## Historik

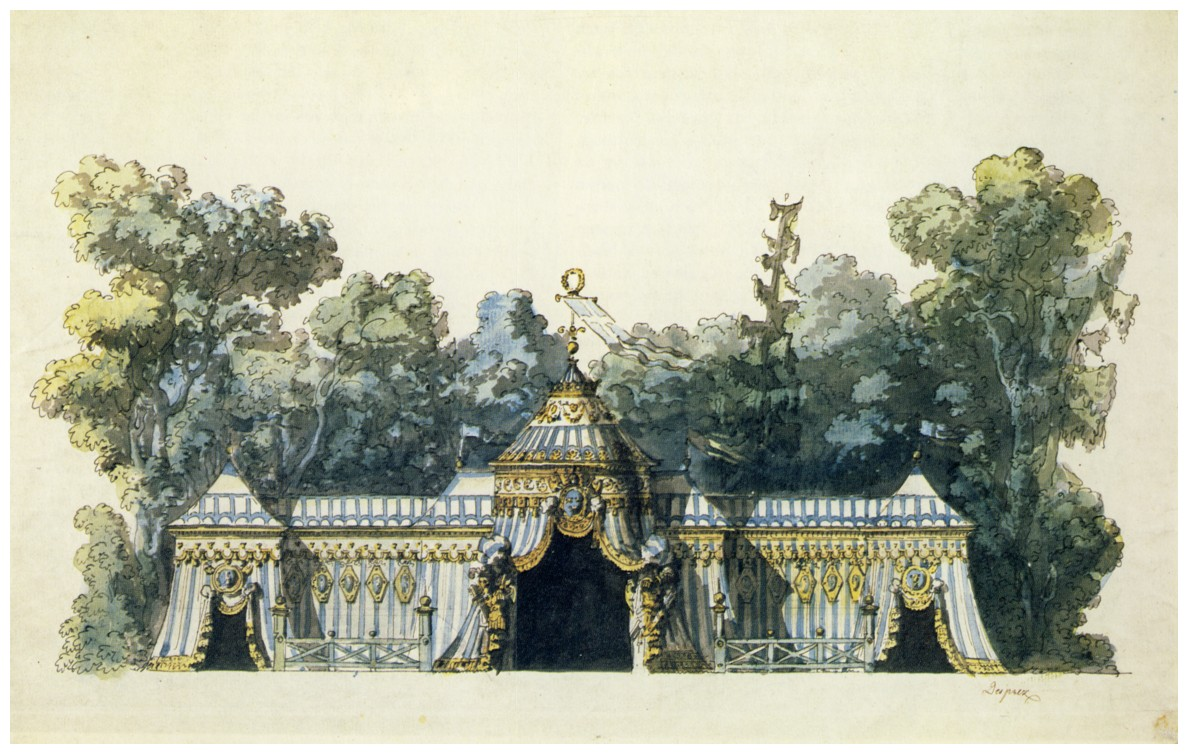
Louis Jean Desprez fasadritning 1787

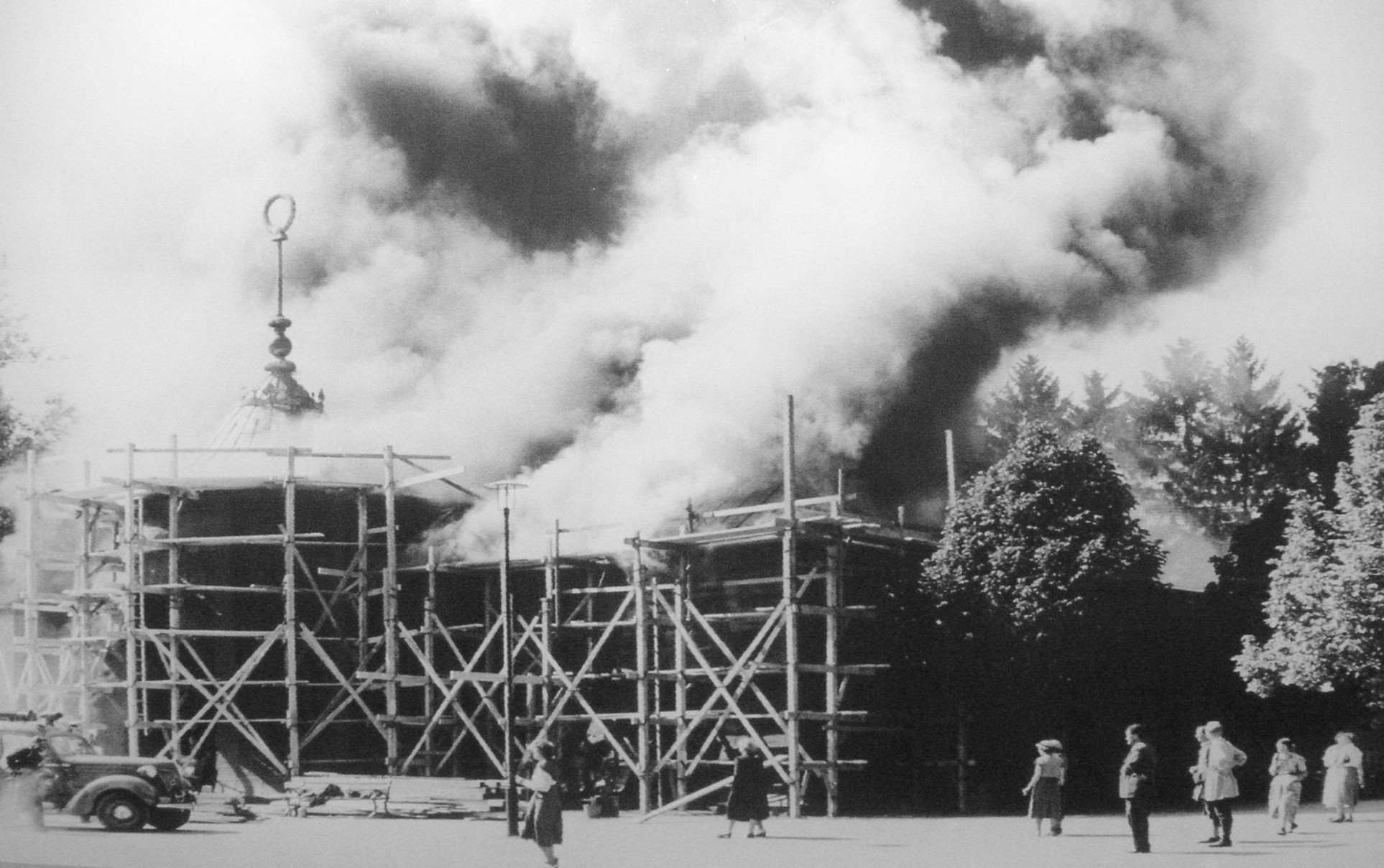
Koppartältet brinner, 1953

Koppartälten uppfördes åren 1787 till 1790 efter ritningar av arkitekt Louis Jean Desprez på uppdrag av Gustav III. Desprez var samtidigt sysselsatt med flera andra stora och små byggprojekt på Haga, däribland Stora Haga slott och Stora stallet. Tälten är egentligen bara en kuliss mot öst; mot väst (baksidan) har byggnaderna vanliga gulfärgade puts- respektive träfasader. 
Byggnaderna var avsedda som logement till den beridna högvakten. Byggmaterialet i tälten består av dekormålad kopparplåt, därav namnet. Gestaltningen skulle påminna om romerska militärtält och har likheter med Vakttältet på Drottningholms slotts-område, som uppfördes några år tidigare efter ritningar av Carl Fredrik Adelcrantz.
Desprez gav det mellersta tältet en framträdande roll, det är högre och har tre ingångar. Mitteningången kröns av ett konformat tak med en hög spira på toppen.  De båda flankerade tälten (östra och västra) är något lägre och har bara en ingång. Planritningarna för byggnaden utfördes av Olof Tempelman.
År 1953 brann det mellersta tältet ner i samband med byggnadsarbeten och återuppbyggdes 1962-1964 under ledning av slottsarkitekt Ragnar Hjorth. Plåten målades då i grönt och gult vilket motiverades med att folket hunnit vänja sig vid ett grönt tält, sedan underlagets gröna ärg slagit igenom den gula och blå färgen som tältet haft före branden.
1977-1978 byggdes även längorna bakom tältfronten upp, den här gången höll slottsarkitekt Torbjörn Olsson i ritpennan. Då skapades även Silvertältet i den tidigare öppna stallgården.  Interiört är Silvertältet en nyskapelse med "tältduk" av profilerad aluminiumplåt och ett uppvärmt grusgolv. 1983 öppnade Haga Parkmuseum i vänstra delen av mittentältet. I det östra koppartältet finns ett utvärdshus som kunde besökas redan 1912 och i det västra tältet finns bostäder.
Koppartälten är målade med linoljefärg och år 2009 lät Statens Fastighetsverk ommåla alla tre tälten, varvid den koboltblåa bottenfärgen, som hade bleknat något, fick tillbaka sin ursprungliga kulör, så som det såg ut för 220 år sedan.

## Bilder

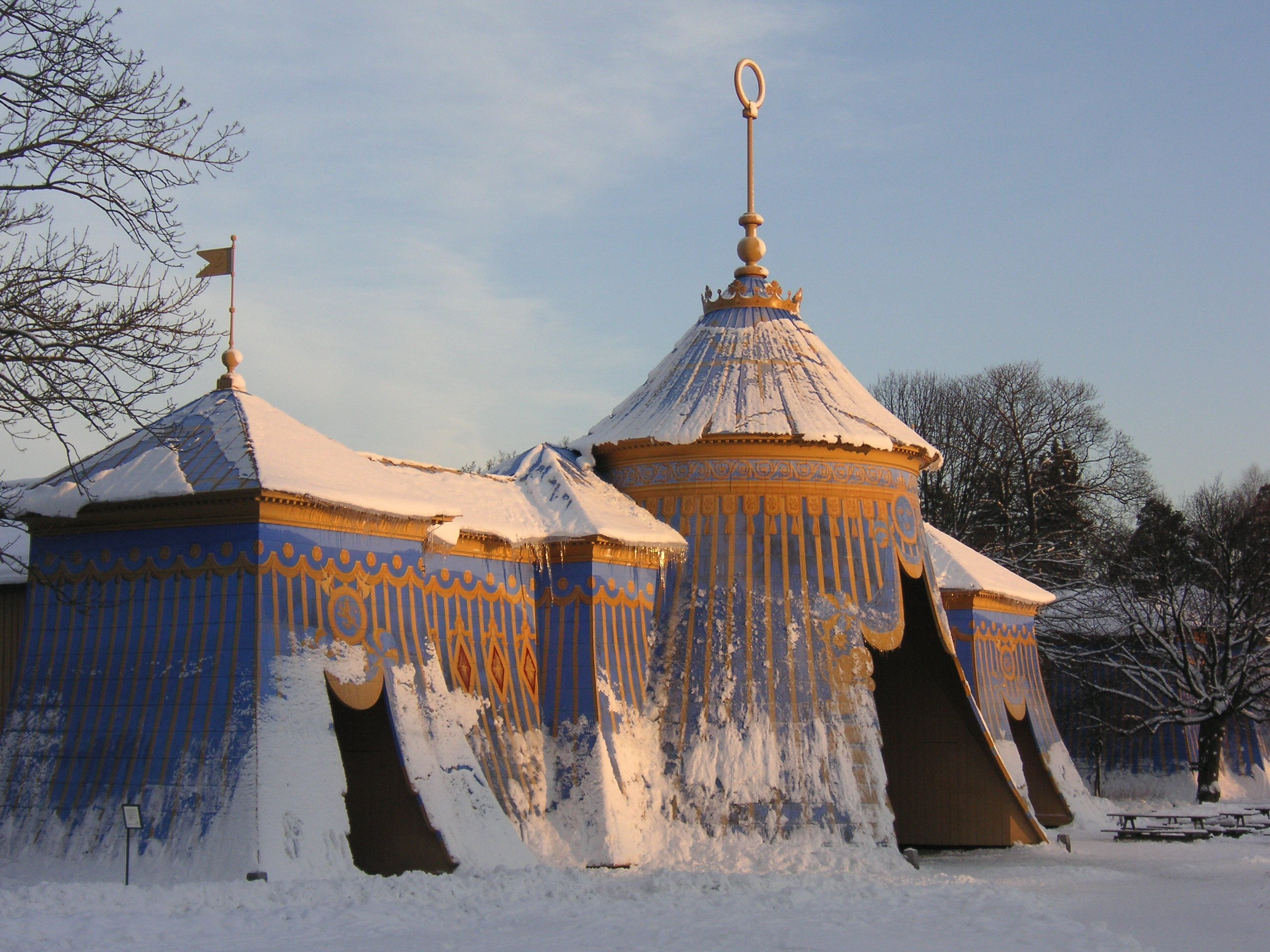
Mellersta koppartältet före renoveringen, januari 2006
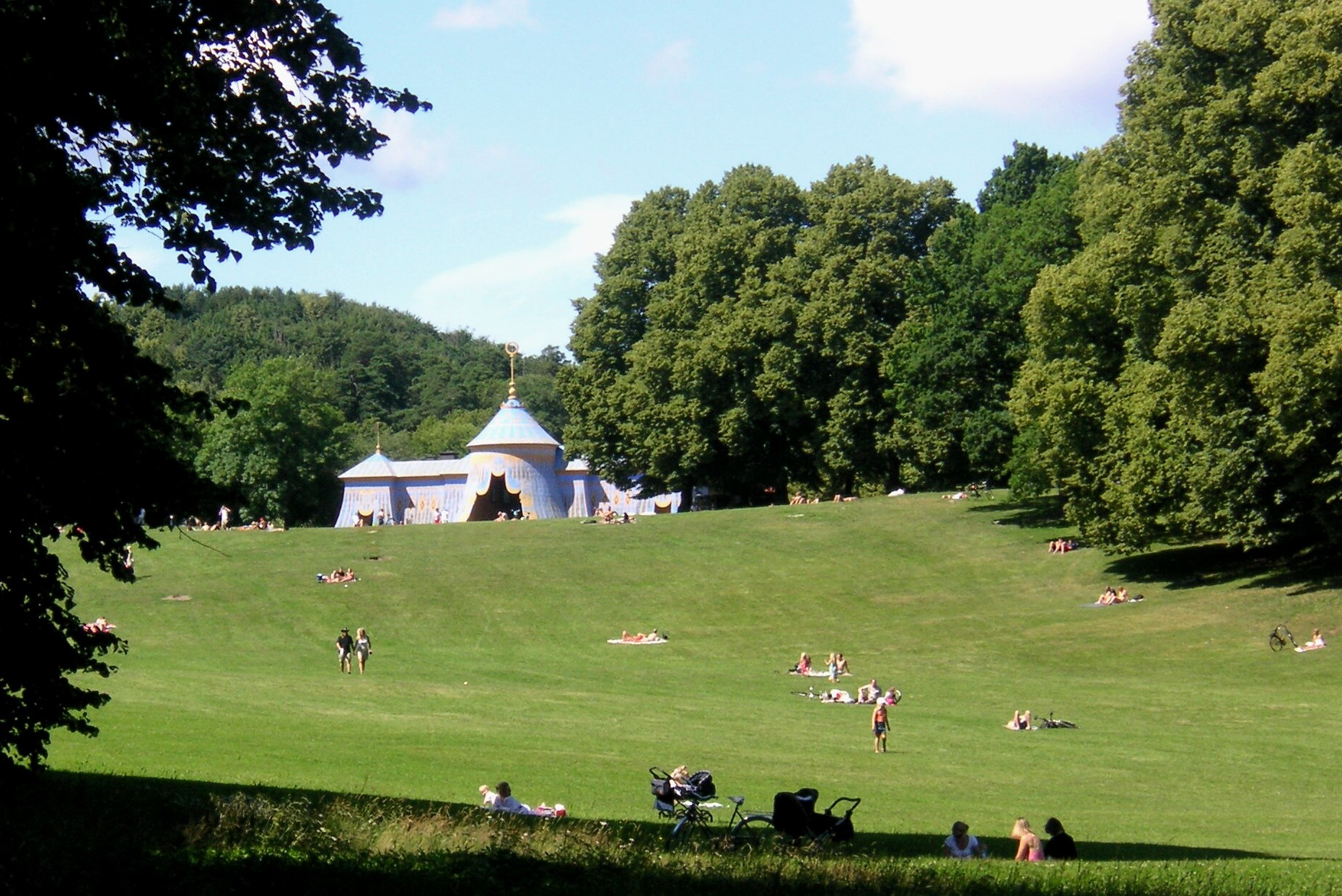
Koppartältet och pelousen, 2007
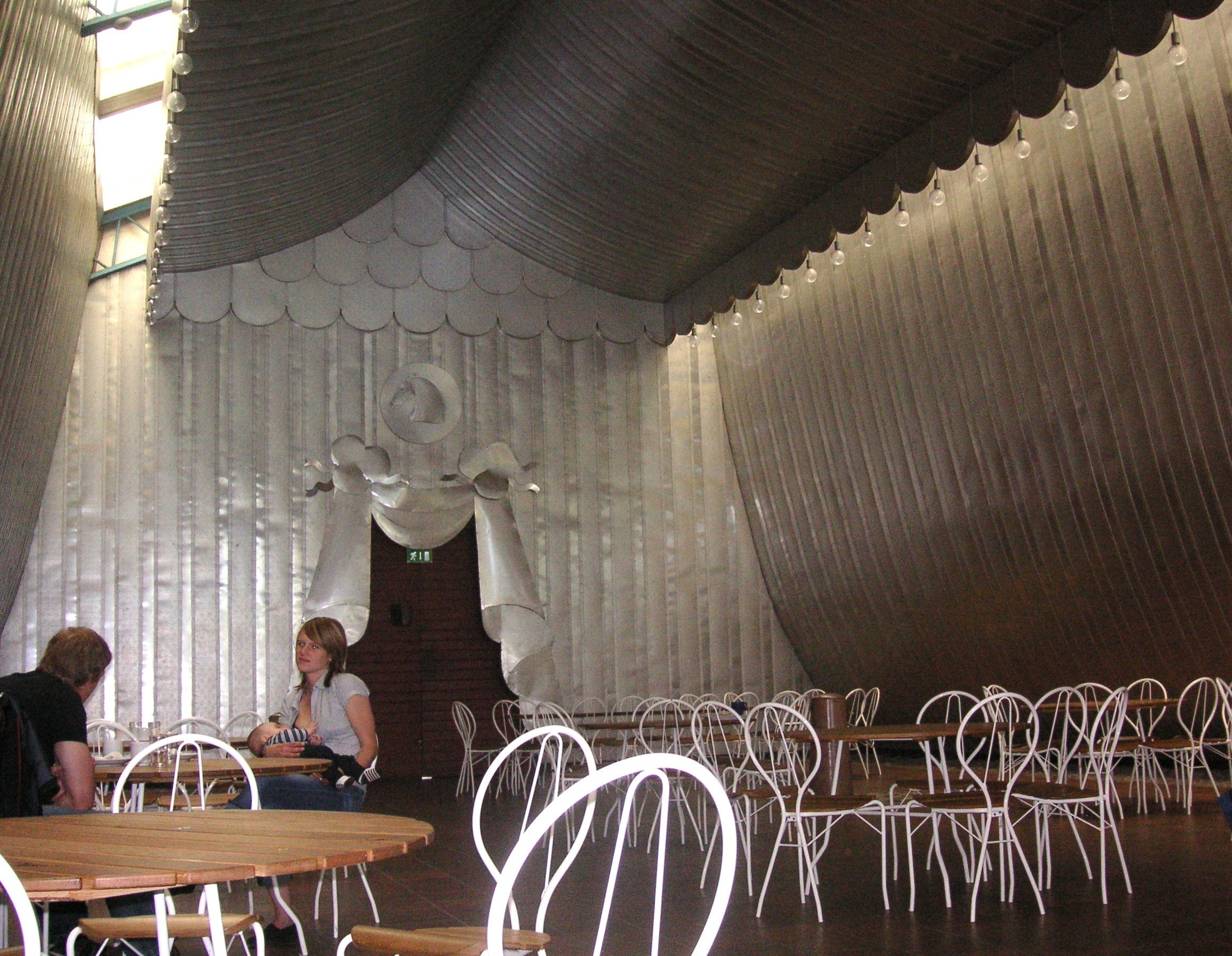
Silvertältets interiör, 2007
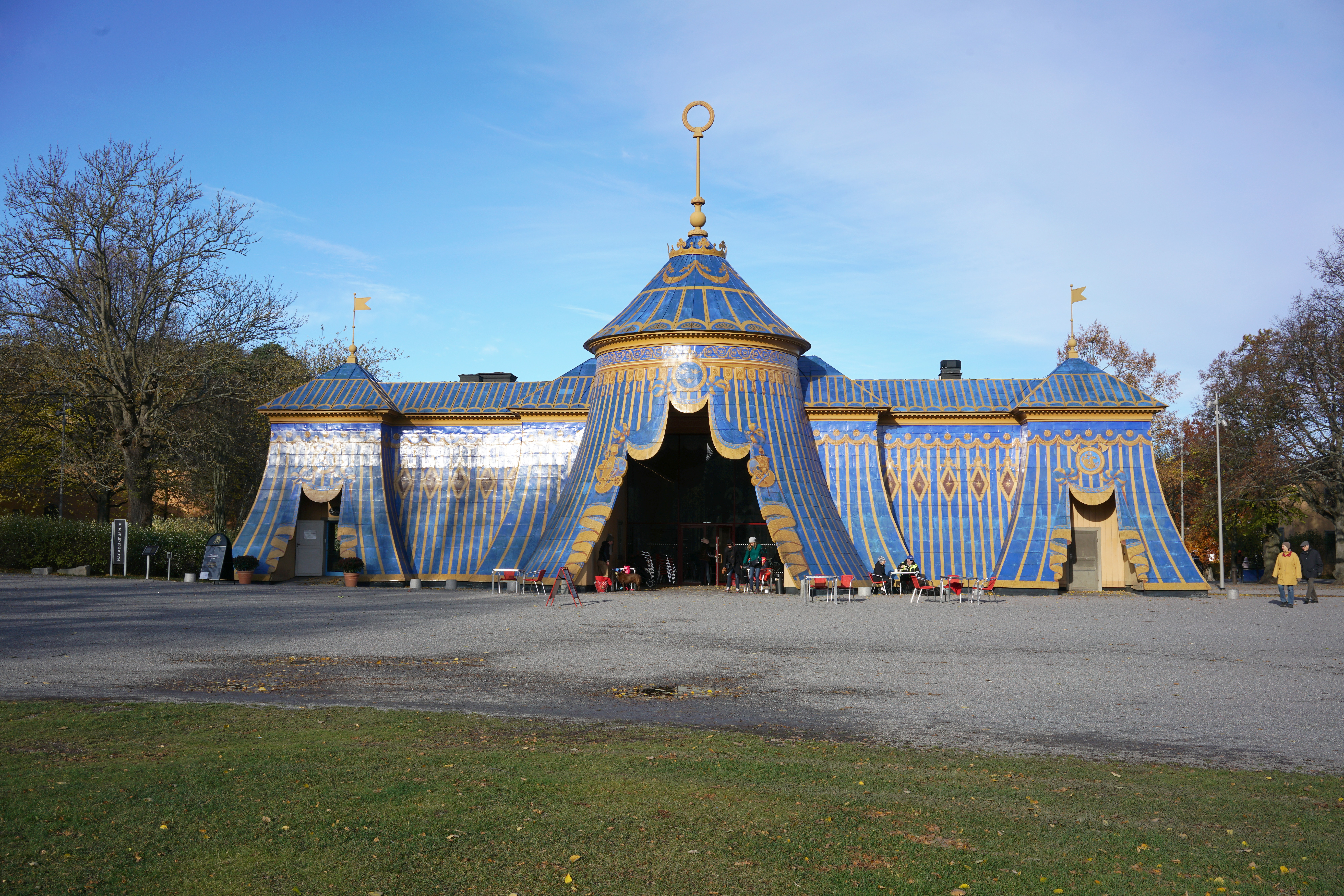
Mellersta koppartältet, oktober 2016
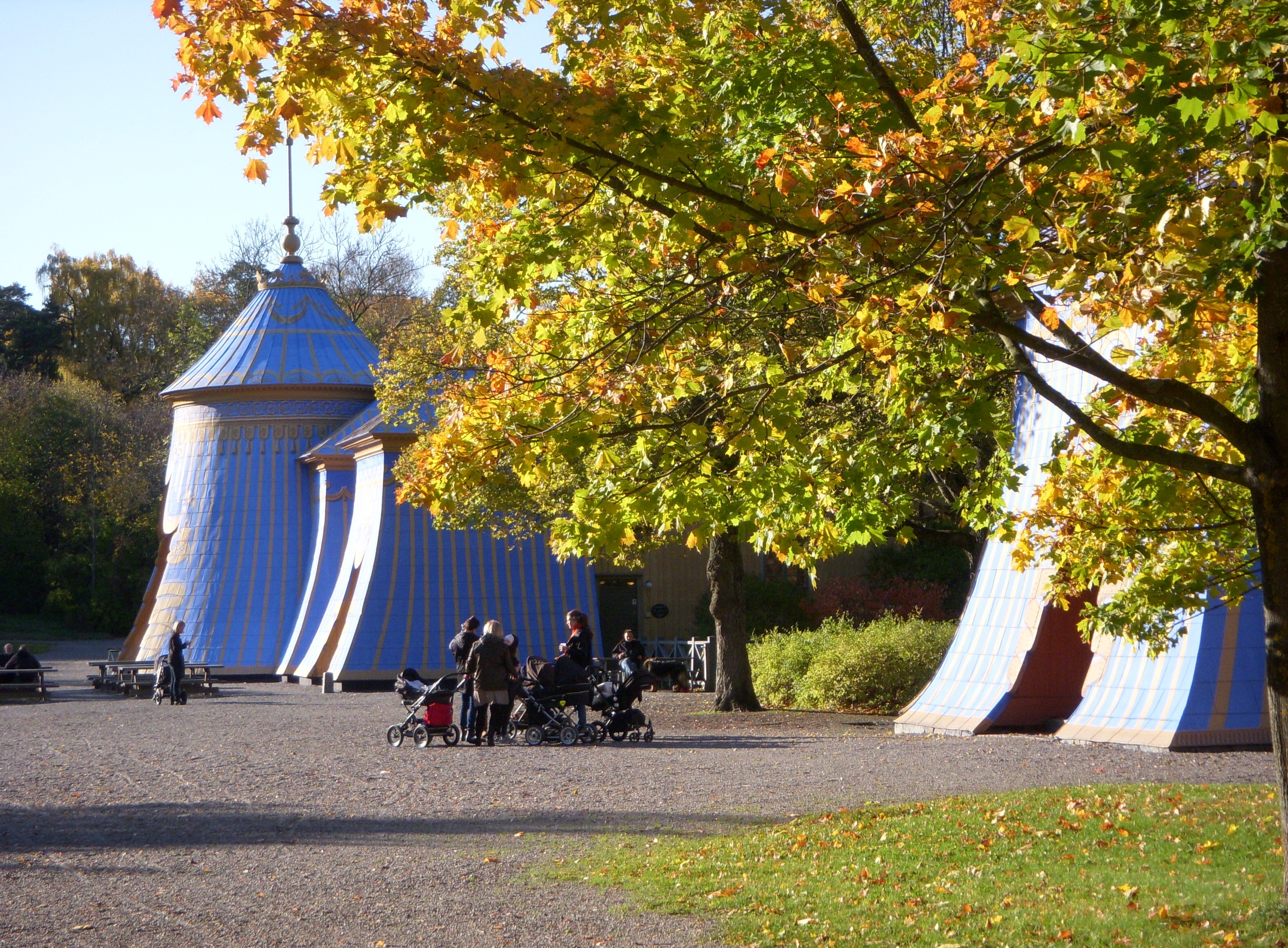
Koppartälten i oktober 2011
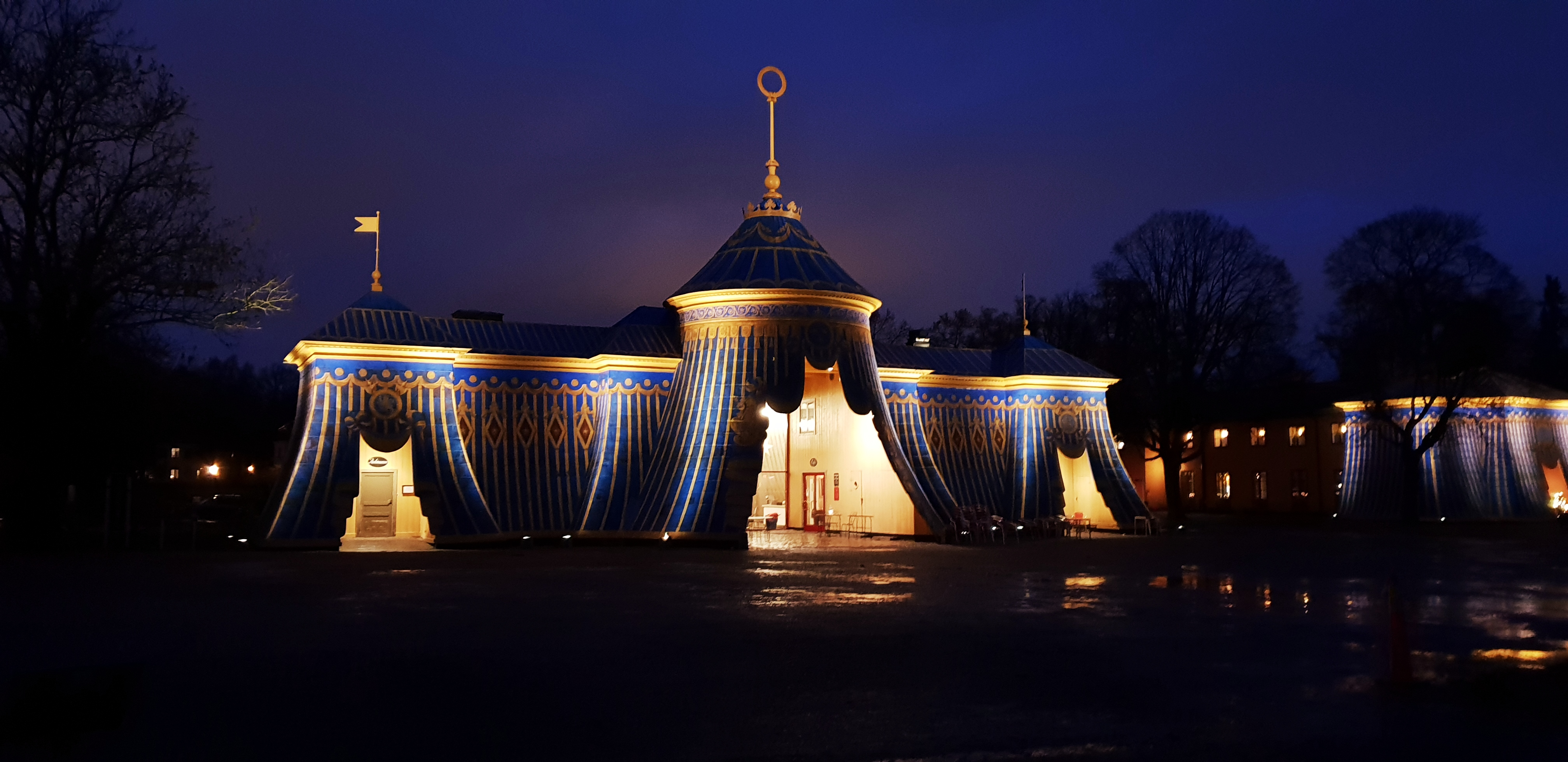
Koppartälten, december 2019